# 丹纳航空
丹纳航空（英文：Dana Air）是一間航空公司。總部位於尼日利亞伊凱賈。在2012年6月5日，丹纳航空被尼日利亞民航局命令停止飛行，以及同日吊銷營運牌照，這是由於在2012年6月3日發生了丹納航空992號班機空難。

## 目的地
- 尼日利亞 [4]
  - 阿布賈 - 納姆迪·阿齊基韋國際機場
  - 卡拉巴爾 - 瑪格麗特·埃克波國際機場
  - 拉各斯 - 穆爾塔拉·穆罕默德國際機場
  - 哈科特港 - 哈科特港國際機場
  - 烏約 - 阿克瓦Ibom機場

## 機隊
在2012年6月，丹纳航空機隊如下: 

## 事故與意外
- 在2012年6月3日，一架由麥道MD-83飛行的丹納航空992號班機於尼日利亞最大城市拉各斯附近墜毀，並撞上一層兩層樓建築物，造成機上153人以及地面至少40人死亡[6]。

## 外部連結
- 丹纳航空官方網站